# Музыкальная трагедия «Фауст»
«Фауст» — второй номерной студийный альбом российской рок-группы «Горшенев». Представляет собой музыкальную постановку по мотивам одноимённой трагедии Иоганна Вольфганга Гёте.

## История создания
Запуск нового проекта начался 30 декабря 2020 на платформе «Планета».
Запись альбома финансировалась методом краудфандинга. Проект собрал 581 666 рублей и был выпущен 4 февраля 2022.
Как писал сам Горшенев: «Я неоднократно участвовал в проектах такого рода, как: „Есенин“ — театрально-музыкальная постановка, „Тодд“ — зонг опера. И вот, наконец, решил создать что-то похожее с „нетленкой“ замечательного немецкого автора».
В основе нового альбома лежит трагедия Иоганна Гёте «Фауст» в переводе Николая Холодковского.
По словам Горшенева, идея сочетать музыку с пением и разговорами появилась у него во время работы над мюзиклом «TODD». Тогда музыкант в композиции «Мой Бог» впервые попробовал сочетать разговоры и песню во фрагменте обращения священника к Тодду. Позже Горшенев работал над композицией «Одиночество» из романа Виктора Гюго «Человек, который смеётся», что впоследствии натолкнуло его на мысль поработать над Гёте. Алексей Горшенев увидел себя в образе Мефистофеля, что напоминало ему образ жизни в молодости. Кроме того, выбор «Фауста» был обусловлен тем, что он уже написан в стихах и в отличие от Гюго не было необходимости делать либретто. Также у музыканта было давнее желание поработать над большими формами, а пандемия COVID-19, лишив музыкантов концертов и гастролей, высвободила время для этого.

## Список композиций
| №   | Название                    | Длительность |
| --- | --------------------------- | ------------ |
| 1.  | «Пролог на небесах»         | 6:06         |
| 2.  | «Духи»                      | 3:43         |
| 3.  | «Знакомство с Мефистофелем» | 7:01         |
| 4.  | «Бес огня»                  | 10:05        |
| 5.  | «К новой жизни!»            | 4:38         |
| 6.  | «Блоха»                     | 7:16         |
| 7.  | «Дон Жуан»                  | 8:15         |
| 8.  | «Ларчик»                    | 4:22         |
| 9.  | «Марта»                     | 8:09         |
| 10. | «Дуэт Маргариты и Фауста»   | 6:55         |
| 11. | «Лес и пещера»              | 6:15         |
| 12. | «Душа скорбит»              | 5:23         |
| 13. | «Валентин»                  | 6:26         |
| 14. | «День гнева»                | 6:33         |
| 15. | «Тюрьма»                    | 8:36         |
| 16. | «Финал»                     | 3:34         |

## Участники записи
- А. Горшенев — Мефистофель, Злой дух, Компания гуляк, Духи
- А. Красовицкий — Фауст
- А. Ваха — Господь, Автор
- Т. Горшенева — Маргарита, Марта
- И. Кнабенгоф — Валентин (брат Маргариты)

## Критика
Музыкальный критик Алексей Мажаев для портала InterMedia дал рецензию на первую часть рок-оперы.